# Stanislav Gron
Stanislav Gron (* 28. října 1978 v Bratislavě) je slovenský hokejový trenér a bývalý hokejový útočník.

## Hráčská kariéra
Stanislav Gron začal svou kariéru ve svém rodném městě v mládežnickém týmu HC Slovan Bratislava, za který hrál v seniorském týmu v letech 1995 až 1997 slovenskou extraligu. V roce 1997 byl vybrán ve vstupním draftu NHL týmem New Jersey Devils ve druhém kole ze 38. místa. Do Severní Ameriky odešel v létě 1997, hrál dvě sezóny ve Western Hockey League za Seattle Thunderbirds, kteří ho draftovali v prvním kole draftu CHL v roce 1997 jako 35. v celkovém pořadí. V sezoně 1998/99 přešel k týmu Kootenay Ice, čtyři zápasy odehrál za Utah Grizzlies, který působil v nižší seniorské profesionální soutěži International Hockey League. V letech 1999 až 2002 se natrvalo usadil na farmě Devils v Albany River Rats. 23. února 2001 nastoupil k jedinému zápasu v NHL, proti Carolina Hurricanes zůstal bez bodu a trestu.
V létě 2002 se Gron vrátil do Evropy, jeden rok působil za HC Vítkovice v české extralize. V závěru sezony 2002/03 se slovenskému útočníkovi přestalo dařit, nevešel se do základní sestavy týmu a byl přesunut mezi náhradníky. Klub s ním nadále nepočítal a nebyla mu prodloužena smlouva. V květnu 2003 podepsal kontrakt s finským klubem TPS Turku, za tým neodehrál žádný ligový zápas. HC Slavia Praha po pěti zápasech získala pouze dva body, reakce klubu byla nejprve propuštění hráče Tomáše Chrenka a na jeho místo byl přiveden na třítýdenní zkoušku Stanislav Gron. Ten stihl odehrát pouze pět zápasů, ve kterých nebodoval, pouze si připsal dvě trestné minuty a jeden kladný bod. Trenéra Vladimíra Růžičku nepřesvědčil o prodloužení smlouvy do konce roku a v týmu skončil. 
Po nevydařené zkoušce ve Slavii se přesunul do MsHK Žilina, jeho bývalý klub Slovan Bratislava nesouhlasila k přestupu Grona do Žiliny a na základě platných pravidel o vyplacení hráče k odchodu do NHL požadoval o jeho vyplacení 50% jeho tehdejší hodnoty. Slovenský svaz ledního hokeje na tomto základě zakázal start Grona a Žilina musela vrátit registrační průkaz.  Gron nakonec stihl odehrát za Žilinu čtrnáct zápasů v základní části, další čtyři zápasy přidal v play off. S MsHK Žilinou v sezóně 2005/06 poprvé v kariéře vyhrál slovenský titul mistra ligy. Po ligovém úspěchu odešel a podepsal smlouvu s německým klubem Füchse Duisburg, který působil v domácí nejvyšší soutěži Deutsche Eishockey Liga. V průběhu sezony na vlastní žádost opustil tým Duisburg a vrátil se zpátky do slovenské extraligy, do Košic přisel na hostování do konce sezony s možností uplatnění opce na následující rok . Nakonec v Košickém celku působil šest sezon, se kterým vyhrál ligu třikrát za sebou v letech 2009, 2010 a 2011. V létě 2012 přestoupil do italské Serie A1, kde podepsal smlouvu s SG Cortina. Po třech úspěšných letech na severu Itálie – Gron patřil v každé z prvních dvou sezón mezi pět nejlepších střelců ligy. Poslední zahraniční angažmá odehrál v druhé anglické Premier Ice Hockey League v týmu Manchester Phoenix. Poté vrátil na Slovensko, poslední dvě sezony hrál v nižší soutěži za HC Bratislava. První ročník hrával ve druhé lize, po administrativním postupu týmu HC Bratislava hrál v první lize. V roce 2021 se vrátil zpět na led, vypomáhal druholigovému celku HO Hamikovo a v ročníku 2022/23 působil v klubu jako hrající trenér a trenér mládeže.

## Ocenění a úspěchy
- 2006 ČHL/SHL – Utkání hvězd české a slovenské extraligy
- 2008 SHL – All-Star Tým
- 2011 SHL – All-Star Tým
- 2013 LIHG – Nejlepší střelec

## Prvenství

### NHL
- Debut – 23. února 2001 (Carolina Hurricanes proti New Jersey Devils)

### ČHL
- Debut – 13. září 2002 (HC Vítkovice Steel proti HC Slavia Praha)
- První gól – 22. září 2002 (Chemopetrol Litvínov proti HC Vítkovice Steel, českému brankáři Marku Pincovi)
- První asistence – 25. října 2002 (HC Vsetín proti HC Vítkovice Steel)

## Klubové statistiky
| Sezóna       | Klub                 | Soutěž       |    | Základní část | Základní část | Základní část | Základní část | Základní část |   | Play off | Play off | Play off | Play off | Play off |
| Sezóna       | Klub                 | Soutěž       | Z  | G             | A             | B             | TM            | Z             | G | A        | B        | TM       |          |          |
| 1996-97      | HC Slovan Bratislava | SHL          | 7  | 0             | 0             | 0             | 0             | —             | — | —        | —        | —        |          |          |
| 1997-98      | Seattle Breakers     | WHL          | 61 | 9             | 29            | 38            | 21            | 5             | 1 | 5        | 6        | 0        |          |          |
| 1998-99      | Utah Grizzlies       | IHL          | 4  | 0             | 3             | 3             | 0             | —             | — | —        | —        | —        |          |          |
| 1998-99      | Kootenay Ice         | WHL          | 49 | 28            | 19            | 47            | 18            | 7             | 3 | 8        | 11       | 12       |          |          |
| 1999-00      | Albany River Rats    | AHL          | 65 | 19            | 10            | 29            | 17            | —             | — | —        | —        | —        |          |          |
| 2000-01      | Albany River Rats    | AHL          | 61 | 16            | 9             | 25            | 19            | —             | — | —        | —        | —        |          |          |
| 2000-01      | New Jersey Devils    | NHL          | 1  | 0             | 0             | 0             | 0             | —             | — | —        | —        | —        |          |          |
| 2001-02      | Albany River Rats    | AHL          | 76 | 13            | 15            | 28            | 34            | —             | — | —        | —        | —        |          |          |
| 2001-02      | Albany River Rats    | AHL          | 76 | 13            | 15            | 28            | 34            | —             | — | —        | —        | —        |          |          |
| 2002-03      | HC Vítkovice Steel   | ČHL          | 49 | 8             | 12            | 20            | 45            | 5             | 0 | 0        | 0        | 0        |          |          |
| 2003-04      | HC Slavia Praha      | ČHL          | 5  | 0             | 0             | 0             | 2             | —             | — | —        | —        | —        |          |          |
| 2003-04      | MsHK Žilina          | SHL          | 14 | 3             | 5             | 8             | 4             | 4             | 0 | 1        | 1        | 12       |          |          |
| 2004-05      | MsHK Žilina          | SHL          | 39 | 11            | 16            | 27            | 32            | —             | — | —        | —        | —        |          |          |
| 2005-06      | MsHK Žilina          | SHL          | 54 | 21            | 24            | 45            | 34            | 17            | 3 | 1        | 4        | 29       |          |          |
| 2006-07      | EV Duisburg          | DEL          | 23 | 3             | 5             | 8             | 24            | —             | — | —        | —        | —        |          |          |
| 2006-07      | HC Košice            | SHL          | 18 | 5             | 5             | 10            | 4             | 11            | 5 | 2        | 7        | 6        |          |          |
| 2007-08      | HC Košice            | SHL          | 53 | 13            | 23            | 36            | 34            | 18            | 6 | 9        | 15       | 14       |          |          |
| 2008-09      | HC Košice            | SHL          | 52 | 25            | 32            | 57            | 16            | 14            | 4 | 6        | 10       | 6        |          |          |
| 2009-10      | HC Košice            | SHL          | 43 | 11            | 18            | 29            | 24            | 16            | 5 | 7        | 12       | 16       |          |          |
| 2010-11      | HC Košice            | SHL          | 45 | 18            | 29            | 47            | 8             | 14            | 6 | 6        | 12       | 6        |          |          |
| 2011-12      | HC Košice            | SHL          | 40 | 10            | 23            | 33            | 8             | 16            | 1 | 4        | 5        | 20       |          |          |
| 2012-13      | SG Cortina           | LIHG         | 39 | 34            | 30            | 64            | 45            | 12            | 3 | 8        | 11       | 14       |          |          |
| 2013-14      | SG Cortina           | LIHG         | 40 | 29            | 38            | 67            | 22            | 10            | 8 | 6        | 14       | 2        |          |          |
| 2014-15      | SG Cortina           | LIHG         | 30 | 20            | 24            | 44            | 20            | —             | — | —        | —        | —        |          |          |
| 2015-16      | Manchester Phoenix   | EPIHL        | 42 | 27            | 36            | 63            | 44            | 2             | 1 | 1        | 2        | 2        |          |          |
| 2016-17      | HC Bratislava        | 2.SHL        | 13 | 16            | 13            | 29            | 6             | —             | — | —        | —        | —        |          |          |
| 2017-18      | HC Bratislava        | 1.SHL        | 7  | 2             | 5             | 7             | 0             | —             | — | —        | —        | —        |          |          |
| Celkem v ČHL | Celkem v ČHL         | Celkem v ČHL | 54 | 8             | 12            | 20            | 47            | 5             | 0 | 0        | 0        | 0        |          |          |

## Reprezentace
| Rok                    | Tým                    | Soutěž                 | Z | G | A | B | TM |
| ---------------------- | ---------------------- | ---------------------- | - | - | - | - | -- |
| 1996                   | Slovensko 18           | MEJ                    | 3 | 0 | 0 | 0 | 0  |
| 1998                   | Slovensko 20           | MSJ                    | 6 | 0 | 1 | 1 | 0  |
| 2010                   | Slovensko              | MS                     | 3 | 0 | 0 | 0 | 2  |
| Juniorská reprezentace | Juniorská reprezentace | Juniorská reprezentace | 9 | 0 | 1 | 1 | 0  |